# 사가라 미쓰나가
사가라 미츠나가(일본어: 相良 晃長 さがら みつなが[*])는 에도 시대 중기의 히고국 히토요시번 번주이다. 제 8대 번주 사가라 요리히사의 양자로서, 호레키 9년 (1759년)부터 호레키 12년 (1762년)까지 번주의 지위에 있었고, 공식적으로는 9대 번주로 여겨지는 첫번째 사람이다 (후술).

## 생애
호레키 2년 (1752년) 2월 20일, 휴가국 타카나베번의 6대 번주 아키즈키 타네미츠의 3남으로 태어났다. 형으로는 유명한 데와국 요네자와번 9대 번주 우에스기 요잔/하루노리가 있다.
호레키 9년 (1759년) 12월 11일, 요리히사가 암살되자, 사후 양자로 맞이해 가독을 이었다. 사가라가와 아키즈키가 사이에는 영지가 가깝다는 관계 외에, 6대 번주 사가라 나가아리의 정실 쥬쇼인이 아키즈키가 출신 (타네미츠의 누나이자 미츠나가의 고모)이라는 인연도 있었다. 요리히사 생전에 임시 양자로 신고되어, 당초에는 형인 마츠자부로 (타카야마)를 양자로 원했지만, 이미 우에스기가와 양자 교섭이 진행중이었기 때문에, 대신 동생인 나가지로 (미츠나가)가 지명되었다.
선천적으로 병약했던 그는, 3년 뒤인 호레키 12년 (1762년) 2월 4일에 11살의 나이로 요절했다.
너무 어린 나이 탓에 후계자는 없었고, 아키즈키가와 마찬가지로 사가라가의 친척에 해당하는 다이나곤 와시노오 타카히로의 아들인 요리사다를 새로운 번주로 맞이했다. 그러나 요리사다는 미츠나가보다 나이가 많았고, 사망 당시 나이가 17세 미만인 경우엔 사후 양자가 인정되지 않았기 때문에, 히토요시번에서는 후계자 단절에 따른 개역이 두려워, 미츠나가의 병세가 회복되고, 후에 요리사다로 개명했다고 했다. 즉, 막부에는 미츠나가와 요리사다를 동일인으로 하여 처리했고, 나아가 공식 계보도 개찬하였다.

## 가계
- 아버지 : 아키즈키 타네미츠
- 양아버지 : 사가라 요리히사